# Patrick Wirth
Patrick Wirth (17 settembre 1971) è un ex sciatore alpino austriaco.

## Biografia
Originario di Bezau e fratello di Katja, anche lei sciatrice della nazionale austriaca, Wirth esordì in campo internazionale in occasione dei Mondiali juniores di Zinal 1990; in Coppa del Mondo ottenne il primo piazzamento il 22 gennaio 1992 nello slalom gigante di Adelboden, giungendo 17º al traguardo. Conquistò il suo unico podio nel massimo circuito internazionale il 5 febbraio 1996, quando si piazzò 3º nel supergigante di Garmisch-Partenkirchen alle spalle di Werner Perathoner e Luc Alphand; nello stesso anno fu convocato per i Mondiali della Sierra Nevada, sua unica presenza iridata, nei quali giunse 5º nella gara di supergigante.
Nel supergigante di Coppa del Mondo disputato a Innsbruck il 21 dicembre 1998, quando nove austriaci occuparono le prime nove posizioni della classifica, si classificò 7º. In Coppa Europa conquistò l'ultima vittoria il 31 gennaio 2000 a Garmisch-Partenkirchen in supergigante e l'ultimo podio il 21 dicembre dello stesso anno a Sankt Moritz nella medesima specialità (3º); prese per l'ultima volta il via in Coppa del Mondo il 4 marzo 2001 a Kvitfjell in supergigante (20º) e si ritirò al termine di quella stessa stagione 2000-2001: la sua ultima gara fu la discesa libera dei Campionati austriaci 2001, disputata il 21 marzo a Innerkrems e chiusa da Wirth al 9º posto.

## Palmarès

### Coppa del Mondo
- Miglior piazzamento in classifica generale: 44º nel 1996
- 1 podio:
  - 1 terzo posto

### Coppa Europa
- Vincitore della classifica di supergigante nel 1995, nel 1999 e nel 2000
- 27 podi (dati dalla stagione 1994-1995):
  - 13 vittorie
  - 4 secondi posti
  - 10 terzi posti

#### Coppa Europa - vittorie
| Data             | Località               | Paese    | Specialità |
| ---------------- | ---------------------- | -------- | ---------- |
| 1º febbraio 1995 | Innsbruck              | Austria  | SG         |
| 2 febbraio 1995  | Innsbruck              | Austria  | SG         |
| 5 febbraio 1995  | Kranjska Gora          | Slovenia | GS         |
| 14 febbraio 1995 | Radstadt               | Austria  | SG         |
| 15 febbraio 1995 | Bardonecchia           | Italia   | GS         |
| 16 febbraio 1995 | Bardonecchia           | Italia   | GS         |
| 15 dicembre 1998 | Obereggen              | Italia   | SG         |
| 22 dicembre 1998 | Altenmarkt-Zauchensee  | Austria  | SG         |
| 22 gennaio 1999  | Falcade                | Italia   | SG         |
| 15 gennaio 2000  | Sankt Anton am Arlberg | Austria  | SG         |
| 26 gennaio 2000  | Les Orres              | Francia  | DH         |
| 28 gennaio 2000  | Les Orres              | Francia  | SG         |
| 31 gennaio 2000  | Garmisch-Partenkirchen | Germania | SG         |

Legenda:

DH = discesa libera

SG = supergigante

GS = slalom gigante

### Campionati austriaci
- 3 medaglie[3]:
  - 1 oro (slalom gigante nel 1999)
  - 1 argento (slalom gigante nel 1995)
  - 1 bronzo (supergigante nel 1995)